# La Trinidad, San Ignacio Cerro Gordo
La Trinidad är en ort i Mexiko.   Den ligger i kommunen San Ignacio Cerro Gordo och delstaten Jalisco, i den centrala delen av landet, 400 km väster om huvudstaden Mexico City. La Trinidad ligger 1 953 meter över havet och antalet invånare är 622.
Terrängen runt La Trinidad är platt österut, men västerut är den kuperad. Terrängen runt La Trinidad sluttar söderut. Runt La Trinidad är det ganska tätbefolkat, med 72 invånare per kvadratkilometer. Närmaste större samhälle är Arandas, 14,4 km öster om La Trinidad. I omgivningarna runt La Trinidad växer huvudsakligen savannskog.